# Victorio Fernández Lascoiti Fourquet
Victorio Fernández Lascoiti y Fourquet (Oviedo, 27 de octubre de 1810 – Madrid, 26 de mayo de 1878) fue un hacendista y político español.

## Biografía
Ingresó en la Hacienda en 1830 como escribiente de planta de la Contaduría de Rentas del Partido de Alcalá de Henares, verdadero vivero de varios ministros del periodo isabelino. En 1835 asciende a oficial de tercera, permaneciendo en el mismo destino hasta 1837 en que pasa a la Administración especial de Aduanas de Madrid. Secretario de la Intendencia de Rentas de Santander en 1840, pasa luego a la de Valladolid. Fue después y sucesivamente subsecretario de Hacienda, presidente del Tribunal de Cuentas y gobernador del Banco de España. Fue también dos veces ministro de Hacienda; en octubre de 1857 la primera, año en que obtuvo escaño por Medina de Pomar. La segunda fue entre octubre de 1863 y enero de 1864. En su trayectoria legislativa figura como senador vitalicio en 1863, al final de su carrera. Contrajo matrimonio con Jacinta Sancha y Herrera, natural de Lerma.

## Distinciones honoríficas
- Comendador de Número de la Real y Distinguida Orden de Carlos III.[3]